# Station Łomża Wąskotorowa
Station Łomża Wąskotorowa was een station van een smalspoorlijn in de Poolse plaats Łomża.